# 荒木又右衛門 (1925年の日活映画)
『荒木又右衛門』（あらきまたえもん）は、1925年（大正14年）11月1日公開の日本映画である。日活大将軍製作。監督・脚本は池田富保、主演は尾上松之助、河部五郎。モノクロ、サイレント映画、17巻。
尾上松之助の晩年を飾る大作。尾上松之助主演映画1000本記念として、新旧合同オールスターキャストで作られた。宣伝には金粉入り障子大のポスターを作り、興行者からは月極の配給料金以外に最低1000円の特料（プレミアム）を徴収。全国一斉封切りした。これまでの講談調とは異なり、人間荒木又右衛門を浮き彫りとし、日活創立以来の大ヒットを記録。以降、春秋に池田富保監督による超特作が製作されるようになった。
河部五郎は、健康に異常の見え始めた松之助が自分の後継者にするつもりでの起用だったが、その松之助は翌年5月、『侠骨三日月』撮影中に倒れ、9月に亡くなった。
長らくフィルムは現存しないと言われていたが、2008年、4分30秒の短縮版が見つかり、大阪芸術大学の太田米男教授がIMAGICAウェストの協力を受けて復元した。

## スタッフ
「荒木又右衛門 : 映画小説」より
- 監督：池田富保
- 原作：池田富保
- 脚本：池田富保
- 撮影：浜田行雄、松村清太郎
- 助監督：高橋寿康、波多野安正、中山呑海、大池源太郎、岡木喜一郎
- 総指揮; 中村鶴三
- 委員長: 池永浩久
- 製作進行係; 小林弥六

## キャスト
「荒木又右衛門 : 映画小説」より
- 荒木又右衛門: 尾上松之助
- 河合又五郎; 河部五郎
- 竹内鬼玄丹;  新妻四郎
- 渡辺数馬: 市川市丸
- 桜井甚左衛門: 大谷鬼若
- 同弟甚助; 尾上華丈
- 同仲間半助: 嵐秀之助
- 船頭銅六; 沢村村右衛門
- 渡辺靭負; 尾上卯多五郎
- 傘屋治作; 中村仙之助
- 若徒良平; 葛木香一
- 川田伝三郎; 片岡松燕
- 本多大内記; 実川延一郎
- 柳生飛騨守; 嵐珏松郎
- 易者蛟龍軒; 中山呑海
- 北堂武右衛門; 中村吉十郎
- 川添伊兵衛; 尾上桃華
- 大道寺兵馬; 嵐璃左衛門
- 阿部四郎五郎; 尾上多見太郎
- 船頭若者権六; 市川正之助
- 船頭若者由蔵; 沢村伝平
- 船頭若者勇作; 山崎市太郎
- 山科海平; 尾上多摩三
- 木村伝三; 中村東十郎
- 鍵屋亭主吾八; 嵐珏松郎
- 町人清三郎; 中村吉昇
- 町人重吉; 尾上小雀
- 町人米蔵; 谷崎千代麿
- 町人順吉; 早見清一
- 影山五郎; 嵐岡若
- 北村茂十郎; 尾上玉若
- 明石宿番頭喜八; 中村時五郎
- 茶店亭主仙吉; 尾上数馬
- 近藤登之助; 尾上松昇
- 星合団四郎; 中村紅果
- いかけや源兵衛; 尾上鶴五郎
- 羅宇屋与助; 阪東巴左衛門
- 差配人五兵衛; 嵐亀三郎
- 船頭嘉六; 嵐岡若
- 古道具屋六兵衛; 浅尾大蔵
- 研屋権兵衛; 市川左雁次
- 浪人戸塚権九郎; 片岡市童
- 医者宗庵; 片岡市女蔵
- 安川逸也; 尾上蝶次郎
- 安藤仙太郎; 実川延車
- 河合半兵衛の霊; 嵐栄郎
- 笹川団右衛門; 沢村村右衛門
- 大目附信濃守; 中村仙之助
- 商人絹屋幸助; 中村幹玉
- 商人八島屋金八; 市川滝栄
- 商人鳥羽屋伝助; 川上三吉
- 代官篠塚宗平; 小島猛
- 同下役野々田三平; 中村梅三郎
- 荒木女房おみね; 沢村春子
- 町の娘お八重; 桜木梅子
- 又五郎母雪路; 市川春衛
- 乳母おさき; 露野文子
- 川田の母; 伊藤すゑ子
- 芸者染吉; 滝沢静子
- 芸者妻八; 光村きみ子
- 羅宇屋娘; 岸実子
- いかけや女房; 松本静子
- 鍵屋女房おきぬ; 小松みどり